# Läm

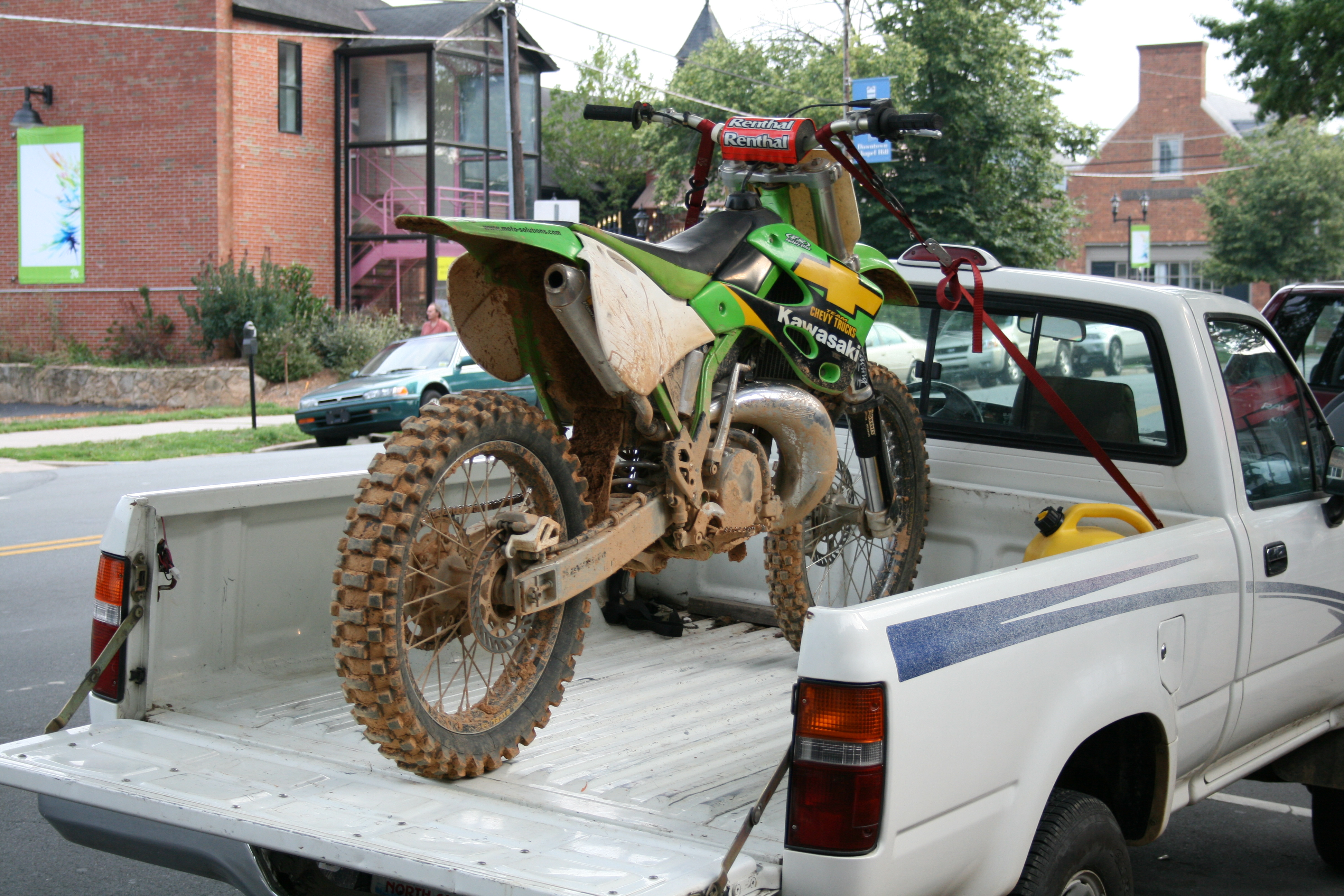
Nedfälld läm på en pick-up

En läm är en fällbar sektion av en låg vägg monterad på ett lastbilsflak eller liknande.